# Meetbare functie
In de maattheorie, een deelgebied van de wiskunde, is een meetbare functie een 'nette' functie tussen meetbare ruimten. Functies die in de wiskundige analyse worden onderzocht en die niet meetbaar zijn, worden in het algemeen als pathologisch beschouwd. Wel is meetbaarheid afhankelijk van de context waarin de functie gegeven is. Meetbaarheid is een relatieve eigenschap, relatief ten opzichte van gegeven systemen van deelverzamelingen van de ruimten waarvan de een door de functie in de ander wordt afgebeeld. In veel gevallen wordt meetbaarheid opgevat als lebesgue-meetbaarheid, wat meetbaarheid inhoudt ten opzichte van lebesgue-meetbare verzamelingen. Dat zijn verzamelingen die op de 'gebruikelijke' manier kunnen worden gemeten. 
De vectorruimten van meetbare functies worden door de Lp-ruimten beschreven. Een stochastische variabele is per definitie een meetbare functie op de uitkomstenruimte met betrekking tot de σ-algebra van gebeurtenissen en de borelalgebra op de reële getallen.

## Definitie
Laat {\displaystyle \Sigma } een σ-algebra zijn over de verzameling {\displaystyle X} en {\displaystyle \mathrm {T} } een σ-algebra over {\displaystyle Y}, dan wordt over de functie {\displaystyle f:X\to Y} gezegd dat die {\displaystyle (\Sigma ,T)}-meetbaar is als van iedere verzameling in {\displaystyle \mathrm {T} } het origineel in {\displaystyle \Sigma } ligt, dus als voor alle {\displaystyle B\in \mathrm {T} }
{\displaystyle f^{-1}(B)\in \Sigma }
Als de beeldverzameling {\displaystyle Y} een topologische ruimte is, zoals de reële getallen {\displaystyle \mathbb {R} } of de complexe getallen {\displaystyle \mathbb {C} }, dan wordt meetbaarheid stilzwijgend gerelateerd aan de borelalgebra, dat wil zeggen de σ-algebra gegenereerd door de open verzamelingen in {\displaystyle Y}, tenzij anders wordt gespecificeerd.

## Niet-meetbare functies
In de meeste gevallen is de σ-algebra {\displaystyle \Sigma } van deelverzamelingen van het domein niet de machtsverzameling van alle deelverzamelingen. Dan zijn er ook niet-meetbare deelverzamelingen en zijn niet alle functies meetbaar. Als bijvoorbeeld {\displaystyle f:\mathbb {R} \to \mathbb {R} } en {\displaystyle A} is een niet-meetbare deelverzameling van {\displaystyle \mathbb {R} }, dan is de indicatorfunctie {\displaystyle 1_{A}(x)} van {\displaystyle A} een niet-meetbare functie.